# Union des sociétés françaises de sports athlétiques

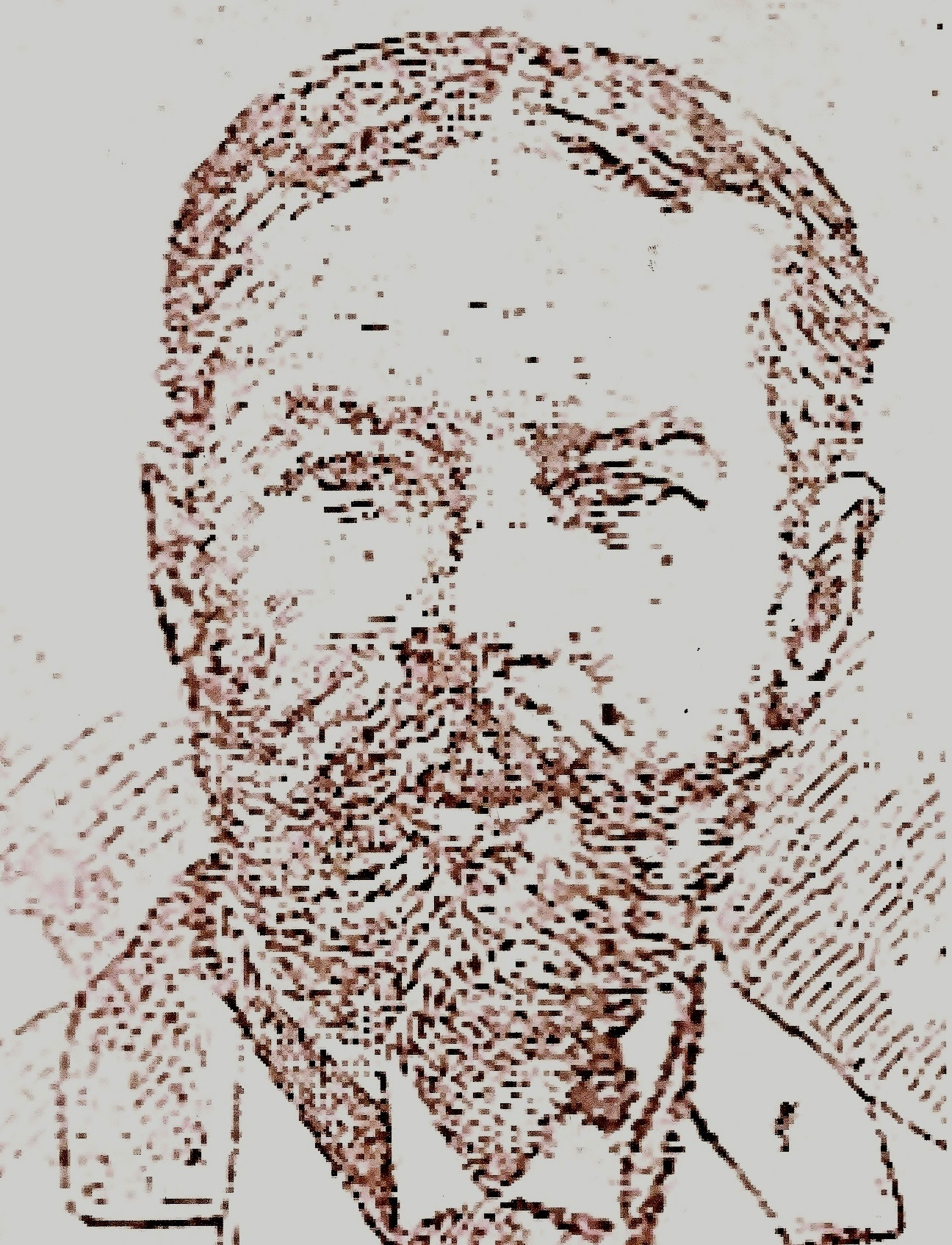
Georges de Saint-Clair, premier président de l'USFSA.

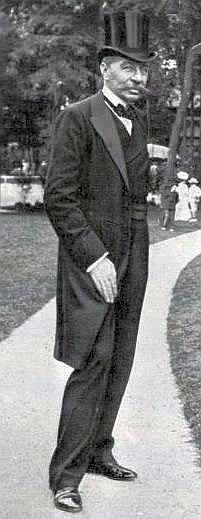
Le vicomte Léon de Janzé en 1905.

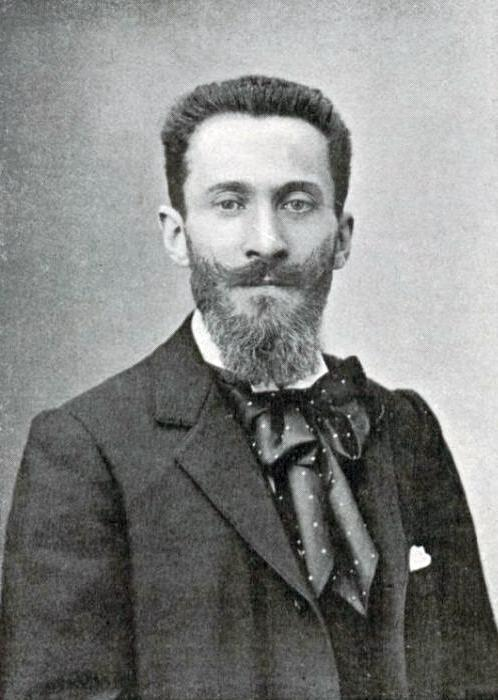
Paul Escudier, avocat à la Cour d'appel, devient président de l'USFSA en 1899.

Vous lisez un « bon article » labellisé en 2013.

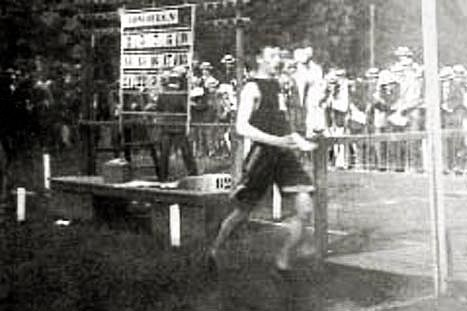
Michel Théato, champion olympique du marathon à Paris en 1900.

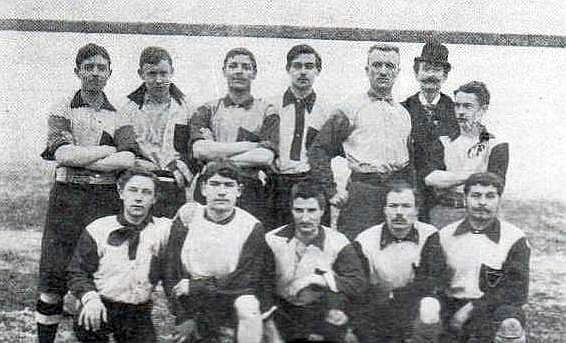
Le Club français, champion de France de football 1896.

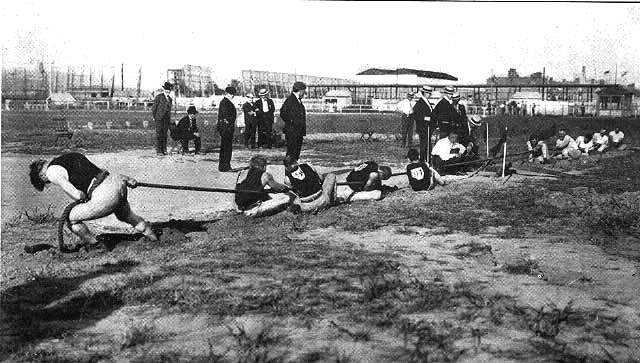
Le tir à la corde aux Jeux olympiques de 1904.

L'Union des sociétés françaises de sports athlétiques (USFSA) est une fédération sportive française omnisports fondée le 20 novembre 1887 à Paris avec Georges de Saint-Clair pour président. Créée initialement sous le nom d'Union des sociétés françaises de courses à pied, elle est à l'origine une fédération consacrée à l'athlétisme mais, dès 1889, elle s'ouvre à d'autres sports (rugby à XV, hockey sur gazon, escrime, natation) qui sont représentés en son sein par des commissions spécialisées. Le football n'est reconnu qu'en 1894.
Fondée par le Racing Club de France et le Stade français, c'est d'abord une fédération essentiellement parisienne qui ne s'ouvre véritablement à la province qu'à partir de 1899. L'année suivante il lui revient d'organiser la majeure partie des épreuves des Jeux olympiques d'été à Paris, non sans heurts avec Pierre de Coubertin qui en est l'instigateur. À partir de 1906, divers autres conflits dont le principal enjeu est le football entament son autorité et en dépit des efforts de Frantz Reichel pour rétablir l'unicité du monde sportif autour d'un Comité national des sports, l'USFSA ne survit pas à la fin de la Grande Guerre. Ses diverses commissions donnent alors naissance aux fédérations unisports telles que nous les connaissons au XXIe siècle.

## Historique
Le 20 novembre 1887 les dirigeants de deux clubs parisiens, le Racing Club de France et le Stade français, décident de créer une fédération d'athlétisme : l'« Union des sociétés françaises de courses à pied » (USFCP) qui organise le 29 avril 1888 ses premiers championnats nationaux. Un mois plus tard, Pierre de Coubertin crée un « Comité pour la propagation des exercices physiques dans l'éducation » placé sous la haute présidence de Jules Simon — dit aussi « Comité Jules Simon » — et qui se consacre surtout à l'organisation des jeux à l'école Monge jusqu'à ce que les élèves de celle-ci rejoignent ceux du lycée Condorcet au sein du Racing Club de France. L'USFCP accepte rapidement d'autres sports en son sein et le 31 janvier 1889, prend le nom d'« Union des sociétés françaises de sports athlétiques », non sans provoquer de vives polémiques, les termes de sport et d'athlétisme renvoyant encore respectivement au champ de course et aux bateleurs de foire. Découvrant alors son existence et le travail déjà réalisé par son président Georges de Saint-Clair, Pierre de Coubertin renonce à son comité et rejoint l'USFSA dont il devient secrétaire. Avocat de profession, Michel Gondinet (1856-1936) préside l'USFSA de 1891 à 1894 tout en étant, en 1885, l'un des membres fondateurs du Racing Club de France qu'il dirige de 1891 à 1902. Le vicomte Léon de Janzé — également président du cercle de tennis de l'Île de Puteaux — lui succède à la fin des années 1890.

### Développement

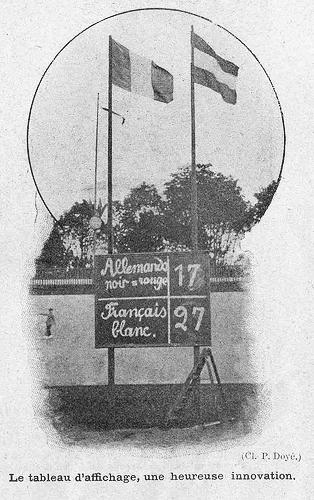
Le rugby à XV, sport-roi de l'USFSA : tableau de la finale des Jeux olympiques de Paris en 1900.

À partir de 1888, les établissements parisiens privés et publics se confrontent dans des épreuves de rallye-paper et de cross-country pour la possession du fanion de l'Union qui revient souvent au lycée Janson-de-Sailly. L'USFSA n'admet bientôt que les clubs comptabilisant au moins 25 membres et un an d'existence. Ils sont sept en 1890 et cinquante en 1892. Coubertin qui se consacre particulièrement au développement du sport scolaire fonde la Revue athlétique dès 1890 puis Les sports athlétiques avant de fusionner les deux titres. Grâce à son prosélytisme, le nombre d'associations passe à 350 en 1903, pour atteindre 1 700 en 1913, regroupant 270 000 licenciés. Les associations scolaires sont rapidement plus nombreuses que les clubs, ce qui n'est pas sans poser de problème, certains membres du comité craignant que ce développement ne se fasse au détriment du recrutement des clubs eux-mêmes. L'organisation des Jeux olympiques de Paris accentue les divergences et Pierre de Coubertin est ainsi amené en 1898 à démissionner et céder ses fonctions à Frantz Reichel, champion de talent très polyvalent et dirigeant dynamique qui a laissé depuis son nom au championnat de France junior de rugby (Coupe Frantz-Reichel) et à la Fédération française de hockey (FFH). Fédération exclusivement parisienne à l'origine, l'USFSA ouvre ses championnats à la province en 1899 et les étend à la natation et au hockey sur gazon.
C'est à l'occasion du 5e congrès de l'USFSA, en 1892, que Pierre de Coubertin prononce le discours fondateur de la rénovation des Jeux olympiques prévue en 1896 à Athènes. En 1900 l'USFSA se charge de l'organisation des Jeux athlétiques des seconds Jeux olympiques, initialement prévus comme « concours internationaux d'exercices physiques et de sports » de l'exposition universelle de 1900 à Paris. Le 27 mai 1899, son comité d'organisation se voit confier 15 activités sur les 19 retenues par le Comité international olympique (CIO) pour constituer le programme olympique. Bien que très sensible aux problèmes d'amateurisme, contrairement alors à d'autres fédérations françaises, l'USFSA est aussi à l'origine de la création de la Fédération internationale de football association (FIFA) le 21 mai 1904 au siège même de l'USFSA. Malgré ces actions, celle-ci ne reçoit aucune aide financière des pouvoirs publics jusqu'en 1907, contrairement à l’Union des sociétés de gymnastique de France (USGF) qui, reconnue par le gouvernement comme un organisme patriotique, est financée à ce titre par le ministère de la Guerre.

### Difficultés et déclin

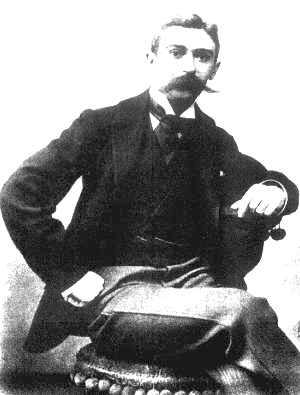
Pierre de Coubertin, secrétaire général puis trublion de l'USFSA.

Le besoin d'être reconnue comme telle l'amène à sanctionner ses associations qui se déplacent à Rome en 1906 pour un grand rassemblement sportif à l'invitation du pape Pie X, avec pour conséquence une fuite massive et immédiate d'effectifs importants vers la toute jeune Fédération gymnastique et sportive des patronages de France (FGSPF) de Paul Michaux qui s'en trouve fortement confortée. Le secrétaire général de celle-ci, Charles Simon, profite de la situation pour regrouper les fédérations attachées au football au sein d'un Comité français interfédéral (CFI) le 23 mars 1907 et Pierre de Coubertin marque aussi son désaccord en se retirant définitivement des instances dirigeantes de l'USFSA en décembre 1906. Il revient à Frantz Reichel de contrôler au mieux la situation par la création, le 3 mai 1908, d'un Comité national des sports (CNS) qui finit par accueillir et absorber plus ou moins le Comité olympique français (COF) en créant au sein des fédérations le consensus nécessaire pour participer aux jeux de 1908 et 1912. Le 17 juillet 1912 à Stockholm, deux jours après les Jeux olympiques d'été, l'USFSA est au nombre des 17 fédérations nationales qui fondent l’Association internationale des fédérations d'athlétisme (IAAF).
L'influence de l'USFSA sur le football est cependant définitivement compromise et celui-ci prend son autonomie au lendemain de la Première Guerre mondiale, en 1919, préludant à l'éclatement de l'USFSA : sous la présidence de Gaston Vidal (1919-1920), la grande fédération omnisports se réunit en assemblée générale extraordinaire le 9 octobre 1920 et vote sa transformation en « Union française des fédérations de sports athlétiques » (UFFSA). Cette nouvelle structure doit permettre la création en son sein de multiples fédérations sportives spécialisées et indépendantes mais finalement, les nouvelles fédérations autonomes quittent l'USFSA sans pour autant rejoindre l'UFFSA.
Si la section football est la première à la quitter avec la création de la Fédération française de football association (FFFA) le 7 avril 1919, le hockey suit avec la création de la FFH le 13 novembre 1920. Le 11 octobre de la même année, c'est au tour de la Fédération française de rugby (FFR) d'être officiellement créée pour remplacer l'USFSA en tant qu'organe dirigeant du rugby à XV en France, Octave Léry en devient le premier président. La Fédération française d'athlétisme (FFA) voit le jour le 20 novembre et la commission natation de l'Union devient « Fédération française de natation et de sauvetage », future Fédération française de natation (FFN), en 1921. L'USFSA n'organise plus de compétitions après 1920. Le basket-ball est géré jusqu'en 1932 par une commission de la FFA.

## Organisation

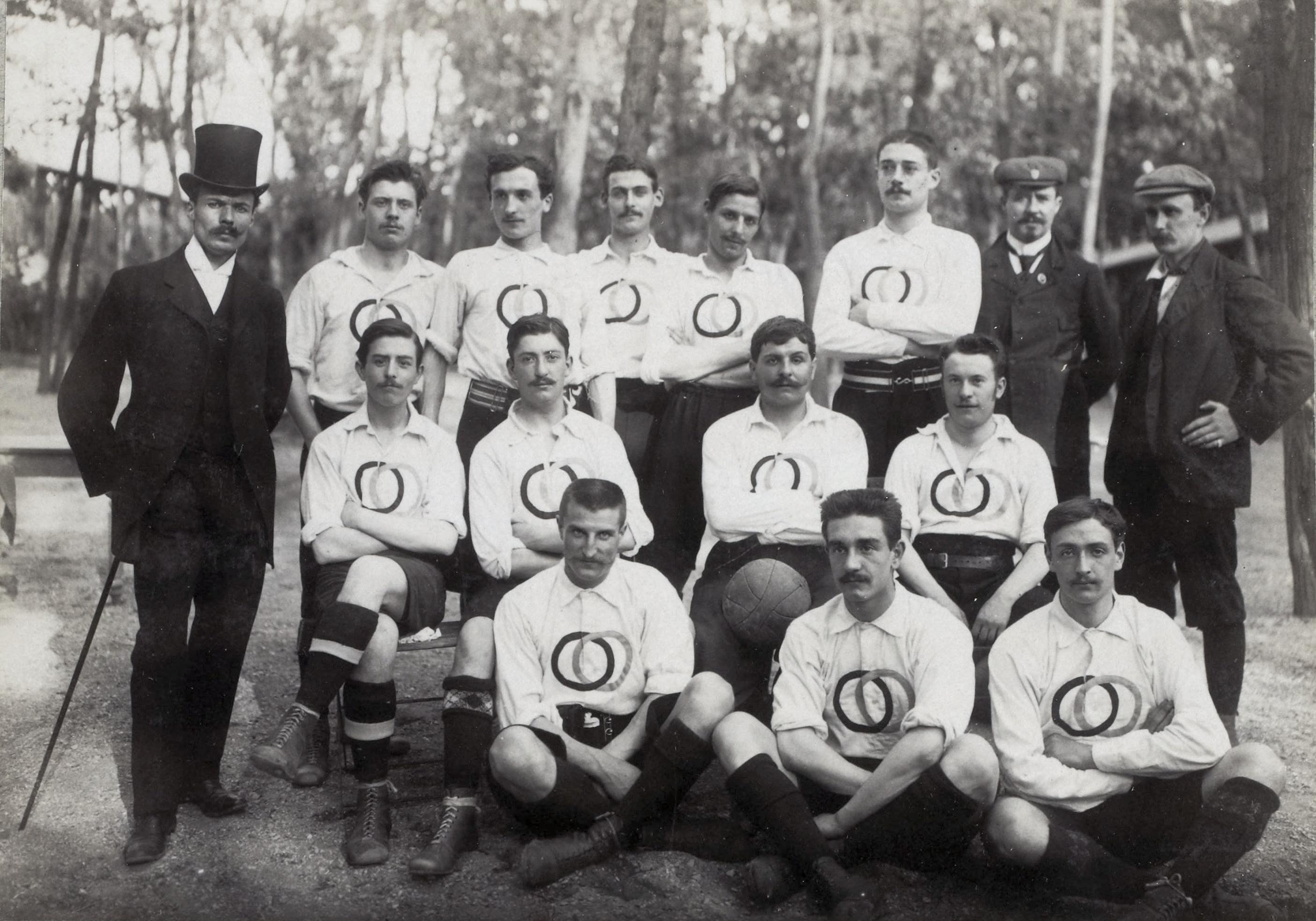
L'équipe de France de football aux Jeux olympiques d'été de 1900, avec le logo de l'USFSA sur les maillots.

Toutes les équipes nationales françaises émanant de l'USFSA portent le maillot blanc et arborent comme emblème deux anneaux entrelacés, rouge et bleu, réduits aux couleurs du drapeau français. Cet emblème inspire plus tard le drapeau olympique. Le coq est progressivement intégré au blason à partir de 1913 avec l'adhésion de l'USFSA au CFI. La devise de l'USFSA Ludus Pro Patria (Des jeux pour la Patrie) est l'œuvre de Jules Marcadet, président du Stade Français et cofondateur de l'Union. Chaque discipline sportive est organisée par une commission : athlétisme, rugby à XV, football. Le 23 octobre 1894, le comité d'organisation de l'USFSA décide de créer 19 comités régionaux afin d'organiser des compétitions en province. Elle publie sa revue Les sports athlétiques chaque samedi.

### Athlétisme
Dès sa création l'USFSA se distingue dans la lutte contre le professionnalisme sportif, particulièrement en athlétisme, et impose sa vision comme modèle pour longtemps. Elle organise les premiers championnats de France en 1888 avec quatre épreuves au programme : 100 m, 400 m, 1 500 mètres et 110 m haies. Le Racingman René Cavally y remporte le 100 et le 400 m. Les épreuves se déroulent ensuite pendant 20 ans à la Croix-Catelan, sauf en 1890 (aux Tuileries), 1906 et 1908 (au parc national de Saint-Cloud). À partir de 1909, les championnats ont lieu au stade du Matin à Colombes, propriété du journal Le matin consacré également au football et au rugby. Les premiers grands champions et championnes français d'athlétisme sont de cette époque : Frantz Reichel, Michel Théato, Henri Deloge, Jean Bouin, Géo André, Violette Morris, Lucie Bréard ; Pierre Lewden dont le record de France de saut en hauteur n'est battu qu'en 1945 commence sa carrière sous les couleurs de l'USFSA. Le 17 juillet 1912, à la suite des Jeux olympiques de Stockholm, l'USFSA participe avec 17 autres fédérations nationales à la création de l’IAAF.
| 1888                                                                  | Paris       | Croix-Catelan       |
| 1889                                                                  | Paris       | Croix-Catelan       |
| 1890                                                                  | Paris       | Tuileries           |
| 1891                                                                  | Paris       | Croix-Catelan       |
| 1892                                                                  | Paris       | Croix-Catelan       |
| 1893                                                                  | Paris       | Croix-Catelan       |
| 1894                                                                  | Paris       | Croix-Catelan       |
| 1895                                                                  | Paris       | Croix-Catelan       |
| 1896                                                                  | Paris       | Croix-Catelan       |
| 1897                                                                  | Paris       | Croix-Catelan       |
| 1898                                                                  | Paris       | Croix-Catelan       |
| 1899                                                                  | Paris       | Croix-Catelan       |
| 1900                                                                  | Paris       | Croix-Catelan       |
| 1901                                                                  | Paris       | Croix-Catelan       |
| 1902                                                                  | Paris       | Croix-Catelan       |
| 1903                                                                  | Paris       | Croix-Catelan       |
| 1904                                                                  | Paris       | Croix-Catelan       |
| 1905                                                                  | Paris       | Croix-Catelan       |
| 1906                                                                  | Paris       | Parc de Saint-Cloud |
| 1907                                                                  | Paris       | Croix-Catelan       |
| 1908                                                                  | Paris       | Parc de Saint-Cloud |
| 1909                                                                  | Colombes    | Stade du Matin      |
| 1910                                                                  | Paris       | Croix-Catelan       |
| 1911                                                                  | Colombes    | Stade du Matin      |
| 1912                                                                  | Colombes    | Stade du Matin      |
| 1913                                                                  | Colombes    | Stade du Matin      |
| 1914                                                                  | Colombes    | Stade du Matin      |
| Championnats USFSA interrompus pour cause de Première Guerre mondiale |             |                     |
| 1917                                                                  | Paris       | Croix-Catelan       |
| 1918                                                                  | Saint-Cloud | Parc de Saint-Cloud |
| 1919                                                                  | Colombes    | Stade du Matin      |
| 1920                                                                  | Paris       | Stade Pershing      |

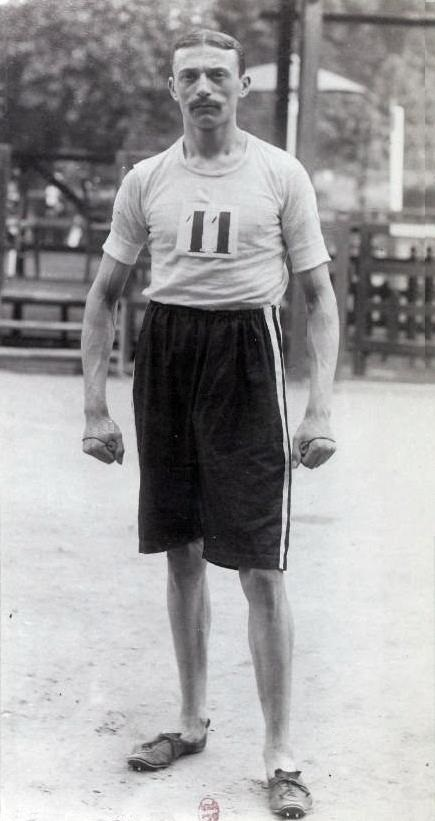
Henri Deloge, champion de France de 1899 à 1902 et médaille d'argent aux Jeux de Paris sur 1500 mètres.

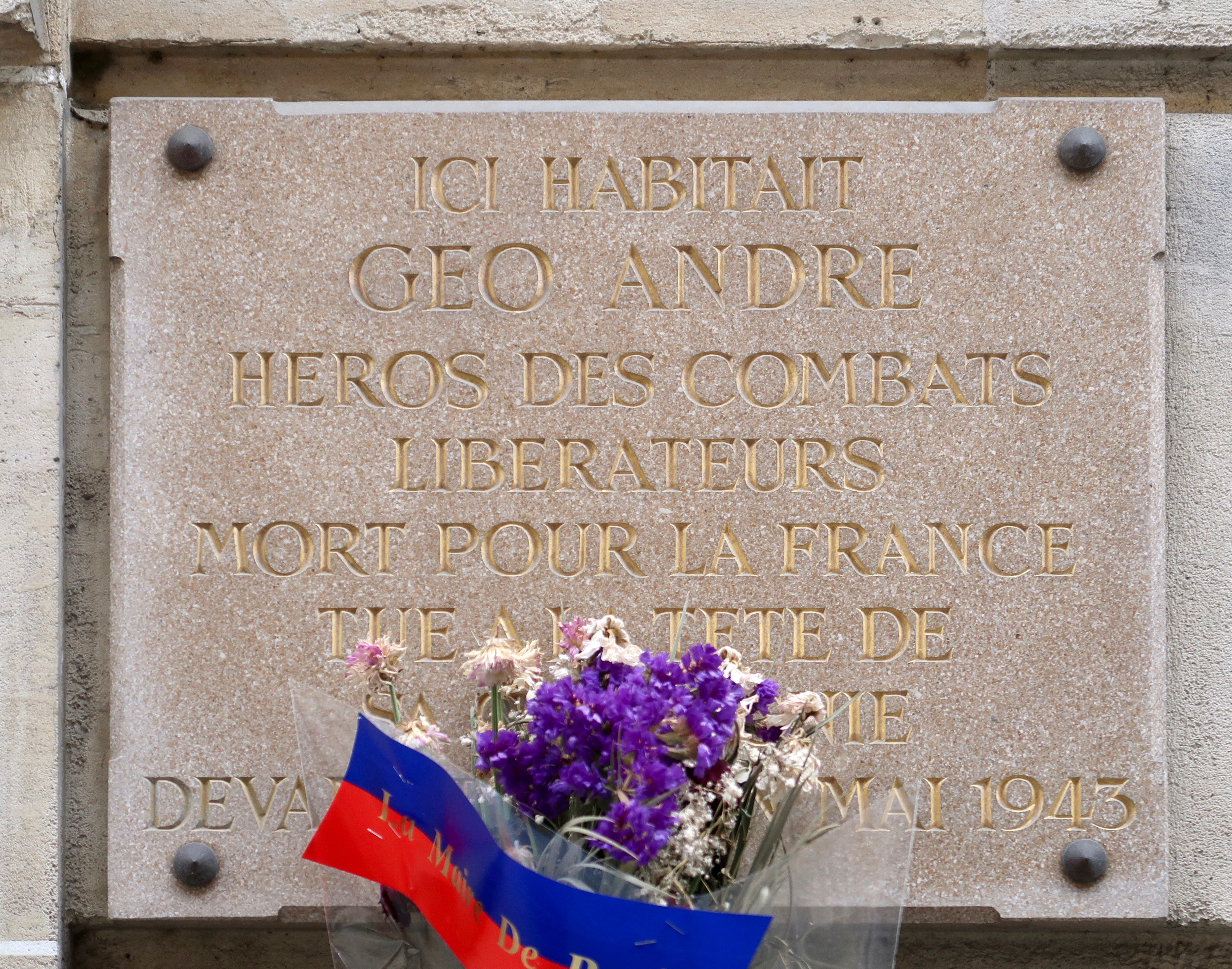
Plaque commémorative à Géo André, athlète, rugbyman et pilote de chasse français, 9 rue Marguerin (Paris).

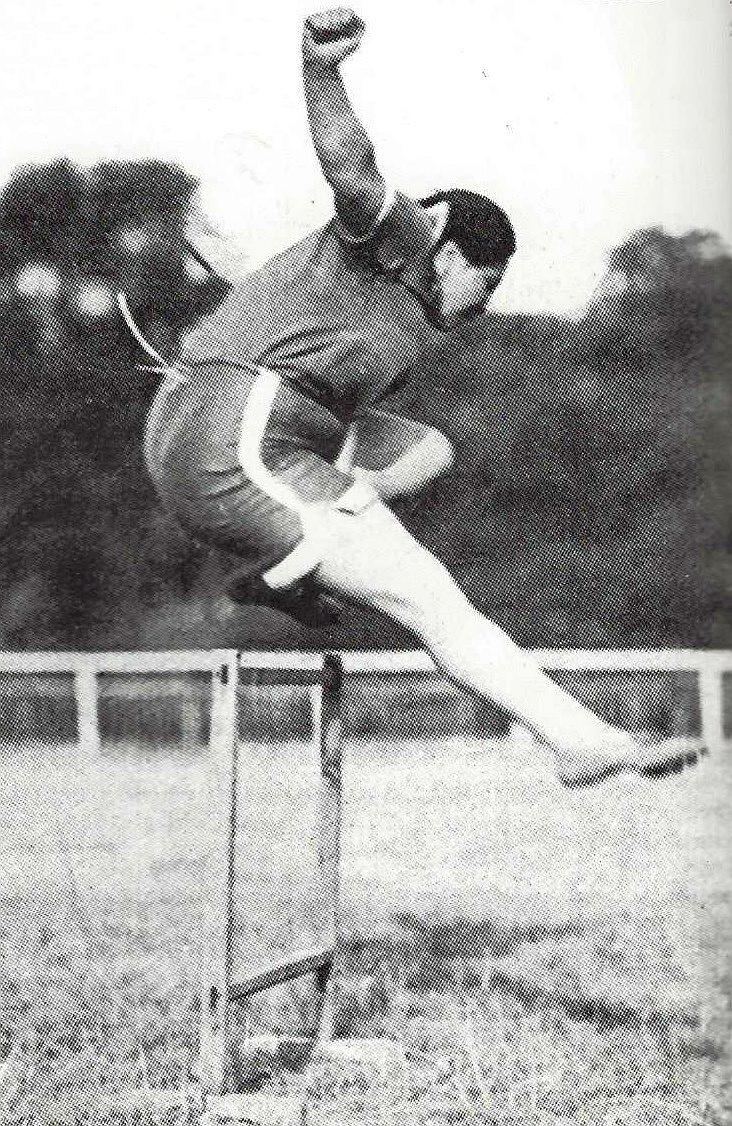
Violette Morris, l'une des premières championnes d'athlétisme USFSA en 1917.

Dès 1917, les compétitions d'athlétisme de l'USFSA s'ouvrent aux féminines, en dépit des réserves de la Faculté de médecine et des positions tranchées prises par Pierre de Coubertin sur le sujet. La Fédération française d'athlétisme (FFA) est créée le 20 novembre 1920 avec Joseph Genet, ancien champion de cross-country, à la présidence (1920-1937). Cependant les sections féminines se regroupent d'abord début 1921 au sein d'une Fédération féminine française des sports athlétiques (FFFSA) avant de fusionner avec l'Union française de gymnastique féminine au sein d'une non moins éphémère Fédération féminine française de gymnastique et sports (FFFGS) qui devient dans l'année même Fédération féminine française de gymnastique et d'éducation physique (FFFGEP).

### Cross-country
Discipline associée à l'athlétisme au XXIe siècle, le cross-country apparaît dès la fin du XVIIIe siècle en Grande-Bretagne où les aristocrates font courir leurs pedestrians comme leurs chevaux et leurs lévriers. Fortement lié au professionnalisme, il constitue un des chevaux de bataille de l'USFSA qui le réserve aux seuls amateurs et le dépouille de son folklore, réussissant néanmoins à motiver des compétiteurs étrangers tels l'Anglais Alfred Tunmer ou le Néerlandais Jacques Keyser qui gagne le championnat de France à cinq reprises. L'apparition des championnats de France de cross-country suit d'un an celle des championnats d'athlétisme.

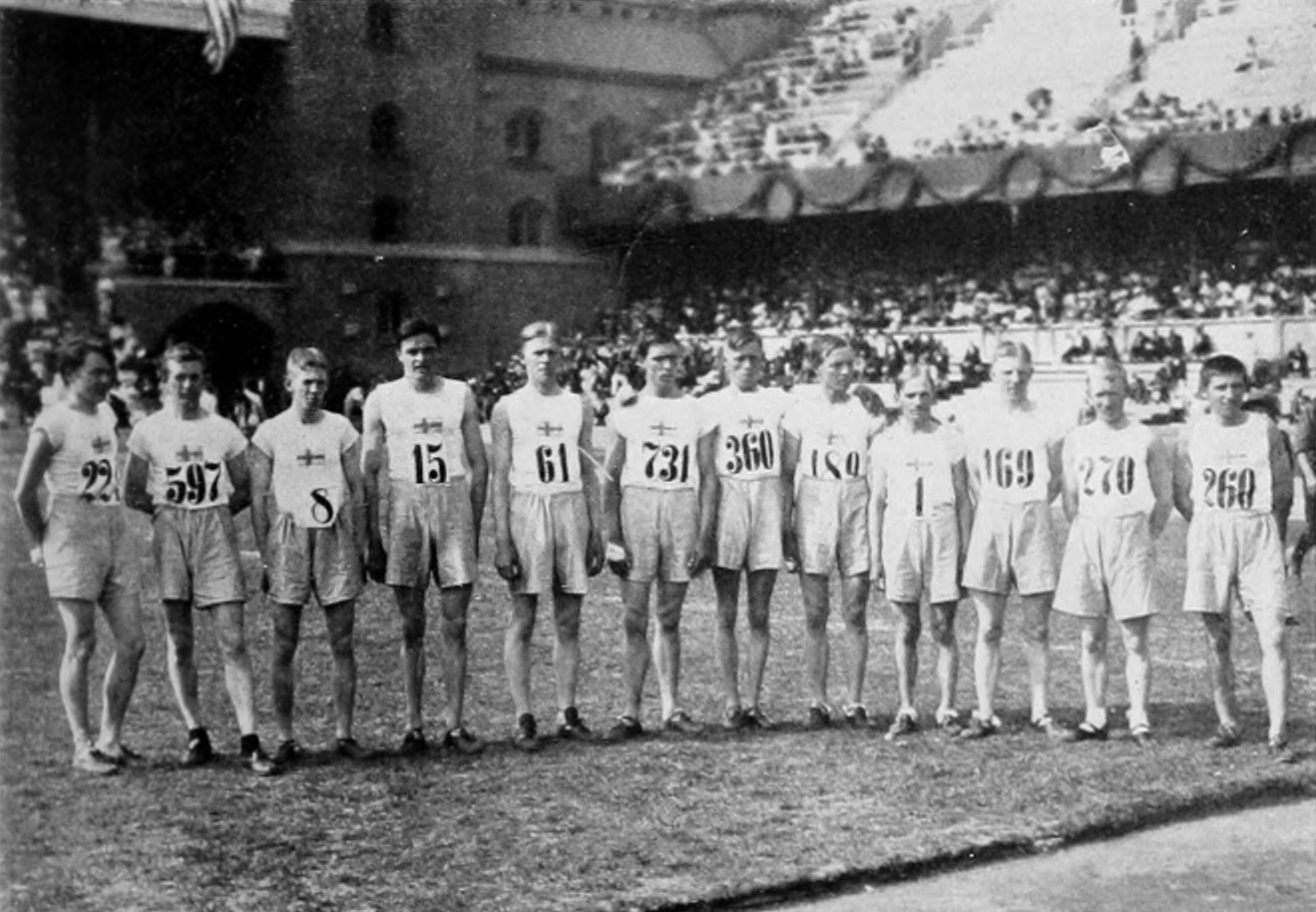
Départ de cross en 1912.

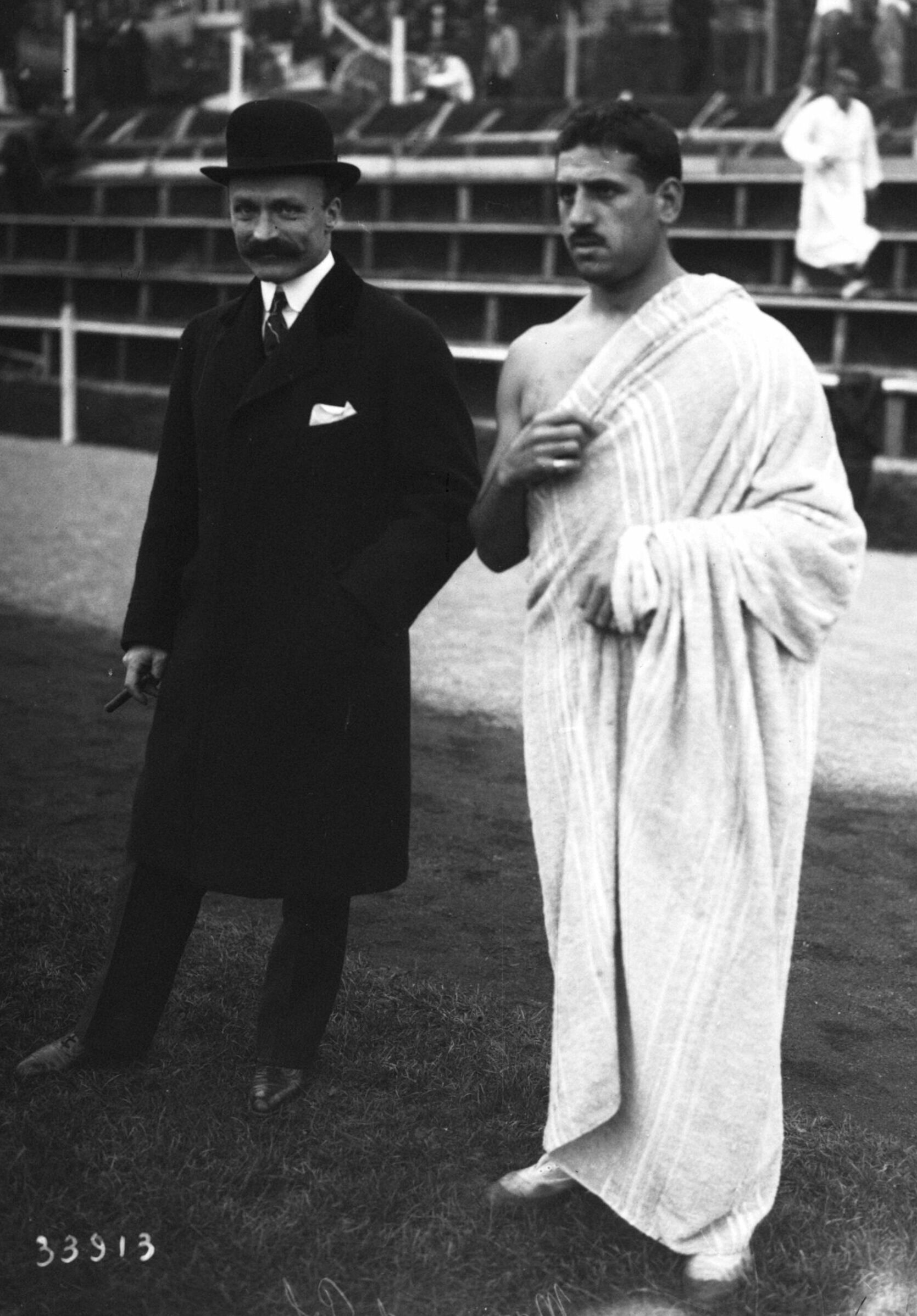
Jean Bouin en 1913 (à droite), quadruple champion de cross USFSA et le comte Melchior de Polignac.

| Édition                                                               | 1er                    | 2e                          | 3e                       |
| --------------------------------------------------------------------- | ---------------------- | --------------------------- | ------------------------ |
| 1889                                                                  | Mat Bersin             | Bellone                     |                          |
| 1890                                                                  | Frantz Reichel         | Maurice Dezaux              | Baudin                   |
| 1891                                                                  | Frantz Reichel         | Cornetet                    | Maurice Dezaux           |
| 1892                                                                  | Joseph Petit           | Fernand Meiers              | Louis Faure Dujarric     |
| 1893                                                                  | Albert Chauvelot       | De Rocquigny                | Fernand Meiers           |
| 1894                                                                  | Félix Bourdier         | Cheruy                      | Jacques Chastanié        |
| 1895                                                                  | Albin Lermusiaux       | Turlot                      | Michel Soalhat           |
| 1896                                                                  | Michel Soalhat         | Albin Lemursiaux            | Félix Bourdier           |
| 1897                                                                  | Michel Soalhat         | Joseph Genet                | De Grave                 |
| 1898                                                                  | Alfred Tunmer (GBR)    | Georges Touquet-Daunis      | C. Pican                 |
| 1899                                                                  | Georges Touquet-Daunis | Albert Champoudry           | Marlins                  |
| 1900                                                                  | Albert Champoudry      | Henri Deloge                | Charles Aubry            |
| 1901                                                                  | Gaston Ragueneau       | Michel Théato               | Henri Deloge             |
| 1902                                                                  | Gaston Ragueneau       | Henri Prevot                | Louis Bonniot de Fleurac |
| 1903                                                                  | Gaston Ragueneau       | Louis Bonniot               | Eugène Gautier           |
| 1904                                                                  | Gaston Ragueneau       | Jacques Versel              | Louis Bouchard           |
| 1905                                                                  | Gaston Ragueneau       | Louis Bouchard              | Victor Millerot          |
| 1906                                                                  | Gaston Ragueneau       | Louis Bouchard              | Georges Cousin           |
| 1907                                                                  | Jacques Keyser (NED)   | Gaston Ragueneau            | Jean Bouin               |
| 1908                                                                  | Jacques Keyser         | Alexandre Fayollat          | Gaston Ragueneau         |
| 1909                                                                  | Jean Bouin             | Jacques Keyser              | Jacques Versel           |
| 1910                                                                  | Jean Bouin             | Edgard Ballon               | Louis Pauteix            |
| 1911                                                                  | Jean Bouin             | Edgard Ballon               | Jacques Keyser           |
| 1912                                                                  | Jean Bouin             | Jacques Keyser              | Paul Lisandier           |
| 1913                                                                  | Jacques Keyser         | Allemamen Arbidi            | Ali Ben Allel            |
| 1914                                                                  | Jacques Keyser         | Alfred Bonvicini            | L. Pouzette              |
| Championnats USFSA interrompus pour cause de Première Guerre mondiale |                        |                             |                          |
| 1918                                                                  | Jacques Keyser         | Pierre Lalaimode            | Antoine Devaux           |
| 1919                                                                  | Jean Vermeulen         | Julien Schnellmann (Suisse) | Jacques Keyser           |
| 1920                                                                  | Joseph Guillemot       | René Vignaud                | Louis Corlet             |

### Rugby à XV

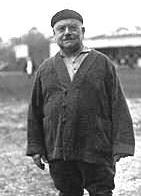
Charles Brennus, le "père" du rugby à XV.

La commission du « football-rugby » est présidée par Charles Brennus, également président du Sporting club universitaire de France (SCUF). Le premier titre de champion de France est décerné le 20 mars 1892 à la suite d'un match entre le Racing Club de France et le Stade français au Bois de Boulogne arbitré par le baron Pierre de Coubertin. La rencontre est remportée par le Racing sur le score de 4 à 3. Jusqu'en 1898 le championnat se dispute entre les seuls clubs de la région parisienne dont le nombre est de six en 1898 ; le Racing, le Stade et l'Olympique remportent tour à tour le titre. Une équipe de France formée de joueurs des trois clubs parisiens dispute le tournoi olympique de 1900. Elle remporte le titre olympique face à l'équipe anglaise des Moseley Wanderers le 28 octobre à la Cipale devant 6 000 spectateurs, plus grosse affluence de ces Jeux. À partir de 1899 la finale du championnat se joue entre le champion de Paris et celui des départements. Le Stade bordelais (SBUC) remporte aussitôt son premier titre et à partir de 1904 les équipes du sud-ouest dominent le rugby français.
De 1906 à 1914, l'équipe de France dispute 28 rencontres internationales et remporte une seule victoire, le 2 janvier 1911 contre l'Écosse sur le score de 16 à 15. Le premier match international officiel de l'équipe de France de rugby à XV a lieu le 1er janvier 1906 au Parc des Princes devant 3 000 spectateurs. Il se termine par une victoire des Néo-Zélandais par 38 à 8. Le 22 mars 1906, l'équipe de France inaugure sa première tenue tricolore (maillot bleu, culotte blanche et bas rouges) face à l'Angleterre et perd 8 à 35 toujours au Parc des Princes. En 1910 l'équipe de France est admise pour la première fois à disputer le Tournoi britannique des Quatre nations.

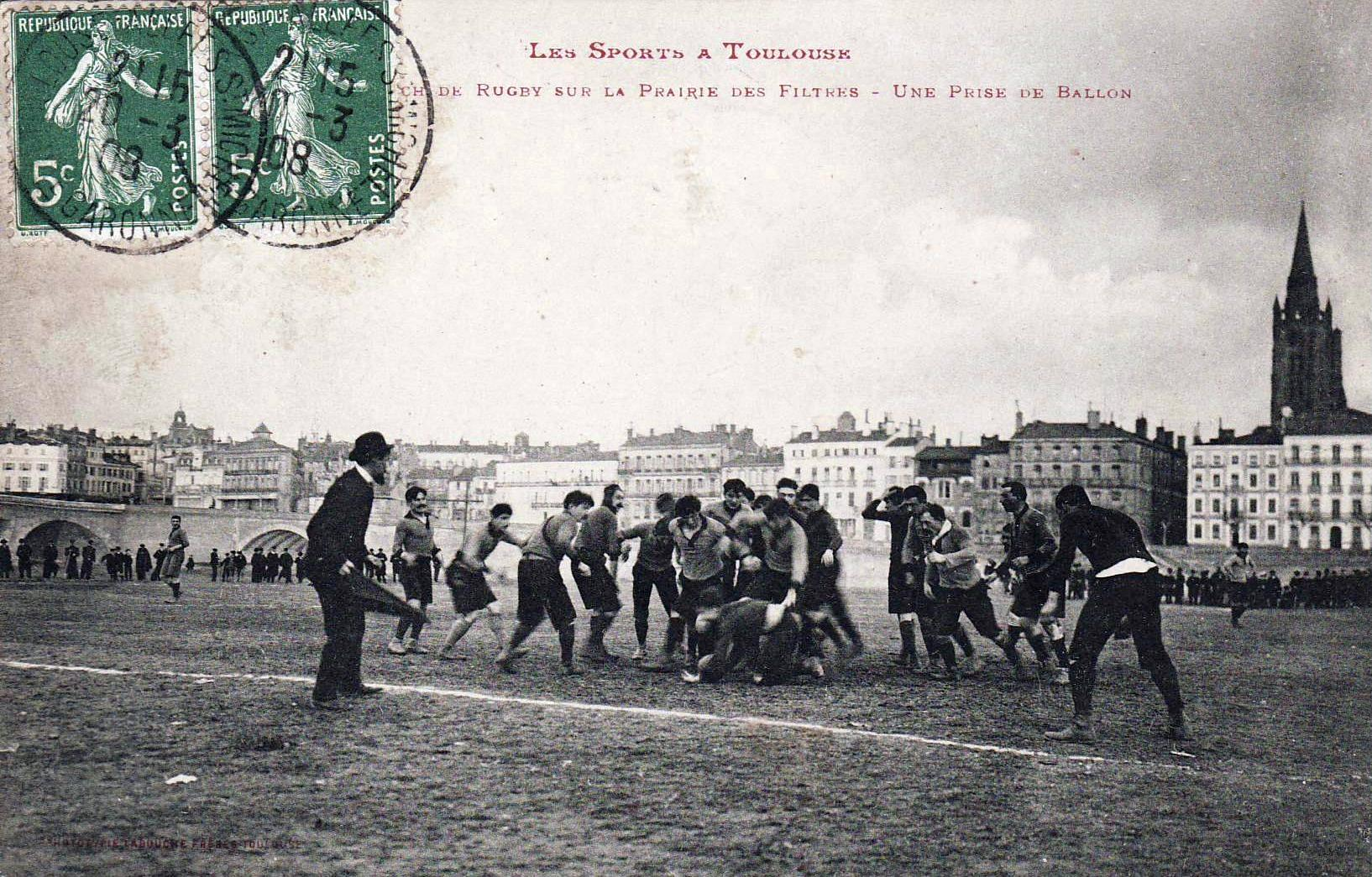
À partir de 1904 le Sud-Ouest domine le rugby français ; ici à Toulouse.

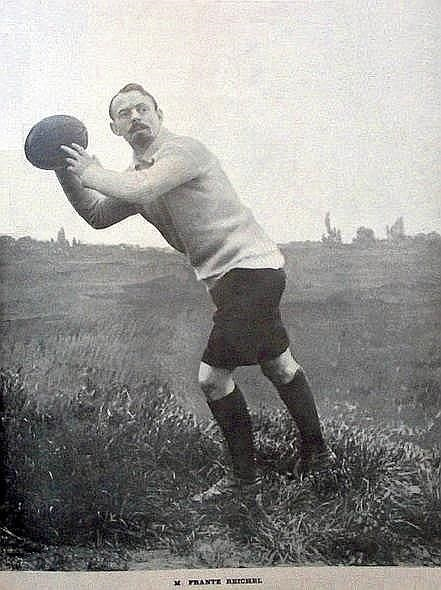
Frantz Reichel, athlète, rugbyman et grand dirigeant de l'USFSA.

| Édition                                                               | Vainqueur             | Score    | Finaliste             | Lieu finale                      |
| --------------------------------------------------------------------- | --------------------- | -------- | --------------------- | -------------------------------- |
| 1892                                                                  | Racing Club de France | 4–3,     | Stade français Paris  | Paris, Bagatelle                 |
| 1893                                                                  | Stade français Paris  | 7-3      | Racing Club de France | Bécon les Bruyères               |
| 1894                                                                  | Stade français Paris  | 18-0     | Inter-Nos             | Bécon les Bruyères               |
| 1895                                                                  | Stade français Paris  | 16-0     | Olympique             | Courbevoie Vélodrome             |
| 1896                                                                  | Olympique             | 12-0     | Stade français Paris  | Courbevoie Vélodrome             |
| 1897                                                                  | Stade français Paris  | [ N 11 ] | Olympique             | [ N 11 ]                         |
| 1898                                                                  | Stade français Paris  | [ N 12 ] | Racing Club de France | [ N 12 ]                         |
| 1899                                                                  | Stade bordelais       | 5-3      | Stade français Paris  | Le Bouscat Stade Sainte-Germaine |
| 1900                                                                  | Racing Club de France | 37-3     | Stade bordelais       | Levallois-Perret                 |
| 1901                                                                  | Stade français Paris  | 0-3      | Stade bordelais       | Le Bouscat Stade Sainte-Germaine |
| 1902                                                                  | Racing Club de France | 6-0      | Stade bordelais       | Paris Parc des Princes           |
| 1903                                                                  | Stade français Paris  | 16-8     | SOE Toulouse          | Toulouse Prairie des Filtres     |
| 1904                                                                  | Stade bordelais       | 3-0      | Stade français Paris  | Saint-Cloud Parc de Saint-Cloud  |
| 1905                                                                  | Stade bordelais       | 12-3     | Stade français Paris  | Le Bouscat Stade Sainte-Germaine |
| 1906                                                                  | Stade bordelais       | 9-0      | Stade français Paris  | Paris Parc des Princes           |
| 1907                                                                  | Stade bordelais       | 14-3     | Stade français Paris  | Le Bouscat Stade Sainte-Germaine |
| 1908                                                                  | Stade français Paris  | 16-3     | Stade bordelais       | Colombes Stade du Matin          |
| 1909                                                                  | Stade bordelais       | 17-0     | Stade toulousain      | Toulouse Stade des Ponts Jumeaux |
| 1910                                                                  | FC Lyon               | 13-8     | Stade bordelais       | Paris Parc des Princes           |
| 1911                                                                  | Stade bordelais       | 14-0     | SCUF                  | Le Bouscat Stade Sainte-Germaine |
| 1912                                                                  | Stade toulousain      | 8-6      | Racing Club de France | Toulouse Stade des Ponts Jumeaux |
| 1913                                                                  | Aviron bayonnais      | 31-8     | SCUF                  | Colombes Stade du Matin          |
| 1914                                                                  | USA Perpignan         | 8-7      | Stadoceste tarbais    | Toulouse Stade des Ponts Jumeaux |
| Championnats USFSA interrompus pour cause de Première Guerre mondiale |                       |          |                       |                                  |
| 1920                                                                  | Stadoceste tarbais    | 8-3      | Racing Club de France | Le Bouscat Stade Sainte-Germaine |

L'athlétisme et le rugby sont alors très liés et les plus grands athlètes sont aussi souvent de très grands joueurs : Frantz Reichel, capitaine de l'équipe de France à 3 reprises, Géo André, 7 sélections internationales. Le Comité central d'organisation du rugby est fondé le 13 mai 1919 et devient la Fédération française de rugby le 11 octobre 1920 avec pour président Octave Léry, vice-champion de France en 1909 avec le Stade toulousain et arbitre, en 1920, de la première finale du championnat entre le Stadoceste tarbais et le Racing Club de France ; Charles Brennus est fait président d'honneur.

### Football
L'USFSA s'intéresse plus tardivement à cette discipline triviale et populaire qui demeure son "tendon d'Achille". Les clubs parisiens se rencontrent en effet entre eux et invitent déjà des clubs étrangers bien avant qu'elle ne se préoccupe d'organiser le championnat de la discipline en 1894. Celui-ci reste l'apanage de la capitale jusqu'en 1899 et se déroule d'abord par élimination directe jusqu'en 1895. La formule championnat est adoptée à partir de 1896. Le très anglo-saxon Standard Athletic Club domine alors la compétition. Le premier match international organisé par l'USFSA se déroule à Paris le 24 février 1895 entre une sélection parisienne constituée de joueurs du Standard, des White-Rovers et du Club français à l’équipe de Folkestone, récent vainqueur de la Coupe de la Ligue du Kent. En 1899, l'USFSA ouvre la compétition aux clubs provinciaux en reprenant la formule à élimination directe. La phase finale met alors aux prises les champions régionaux et aussitôt le titre revient à ces derniers : Le Havre Athletic Club puis le Racing Club de Roubaix.
À l'origine de la FIFA en 1904, l'USFSA, toujours intransigeante sur la question de l'amateurisme, la quitte trois ans plus tard au bénéfice du CFI créé par le secrétaire général de la FGSPF, Charles Simon, pour fédérer ses concurrents.

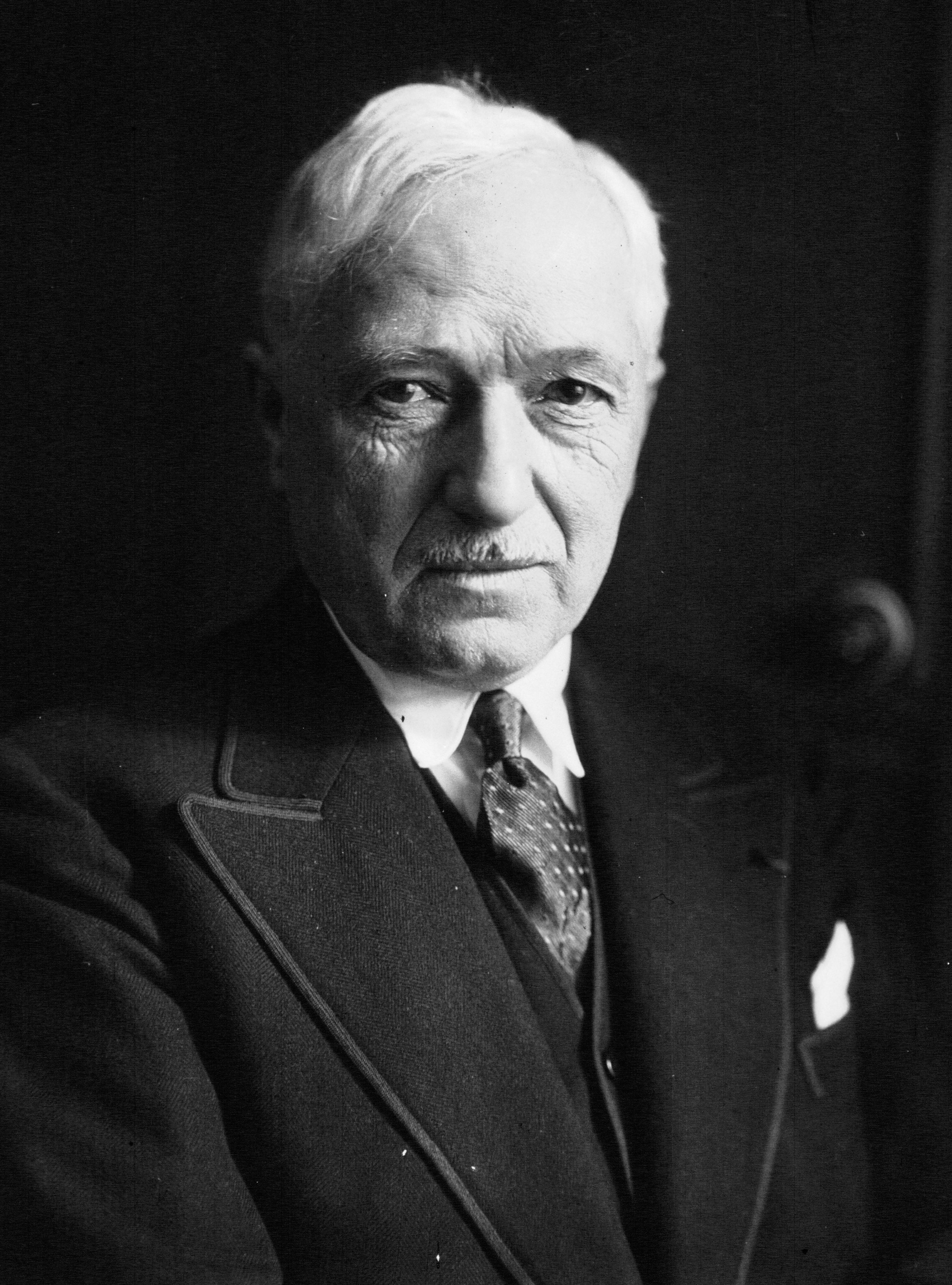
Jules Rimet premier président de la Fédération française de football.

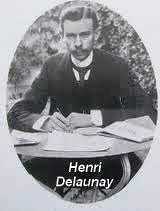
Henri Delaunay principal artisan de l'émergence de la Fédération française de football.

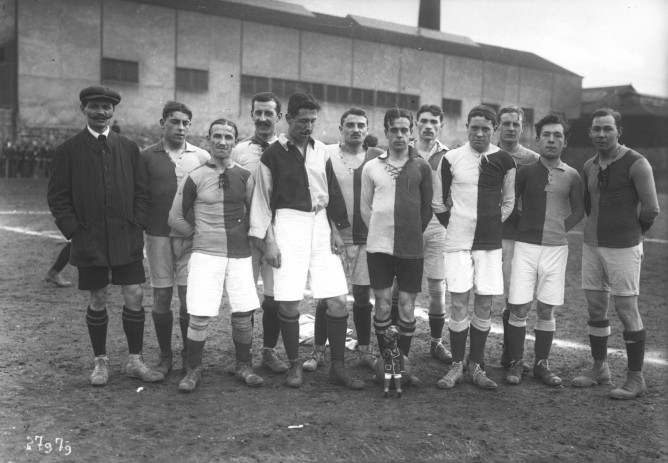
Le Havre Athletic Club, champion de France de football 1899 et 1900.

| Édition | Vainqueur             | Score   | Finaliste          | Lieu finale                                 |
| ------- | --------------------- | ------- | ------------------ | ------------------------------------------- |
| 1894    | Standard AC (1)       | 2-2 2-0 | White-Rovers       | Courbevoie                                  |
| 1895    | Standard AC (2)       | 3-1     | White-Rovers       | Paris                                       |
| 1896    | Club français (1)     | -       | White-Rovers       | Formule championnat - Pas de finale         |
| 1897    | Standard AC (3)       | 3-2     | White-Rovers       | Formule championnat - Match de barrage      |
| 1898    | Standard AC (4)       | 3-2     | Club français      | Formule championnat - Match de barrage      |
| 1899    | Le Havre AC (1)       | -       | Club français      | Forfait du Club français - Pas de finale    |
| 1900    | Le Havre AC (2)       | 1-0     | Club français      | Bécon les Bruyères                          |
| 1901    | Standard AC (5)       | 1-1 6-1 | Le Havre AC        | Bécon les Bruyères Le Havre Stade de Sanvic |
| 1902    | RC Roubaix (1)        | 4-3     | RC France          | Bécon les Bruyères                          |
| 1903    | RC Roubaix (2)        | 2-2 3-1 | RC France          | Paris Parc des Princes Lille                |
| 1904    | RC Roubaix (3)        | 4-2     | United Sports Club | Lille                                       |
| 1905    | Gallia Club Paris (1) | 1-0     | RC Roubaix         | Paris Parc des Princes                      |
| 1906    | RC Roubaix (4)        | 4-1     | CA Paris           | Tourcoing                                   |
| 1907    | RC France (1)         | 3-2     | RC Roubaix         | Paris Parc des Princes                      |
| 1908    | RC Roubaix (5)        | 2-1     | RC France          | Tourcoing                                   |
| 1909    | SH Marseille (1)      | 3-2     | CA Paris           | Colombes Stade du Matin                     |
| 1910    | US Tourcoing (1)      | 7-2     | SH Marseille       | Paris Parc des Princes                      |
| 1911    | SH Marseille (2)      | 3-2     | RC France          | Marseille Stade de l'Huveaune               |
| 1912    | Stade raphaëlois (1)  | 2-1 ap  | AS Française       | Colombes Stade du Matin                     |
| 1913    | SH Marseille (3)      | 1-0 ap  | FC Rouen           | Rouen Stade des Bruyères                    |
| 1914    | Olympique lillois (1) | 3-0     | Olympique de Cette | Paris Stade de la Légion Saint-Michel       |

Pour cette discipline l'USFSA doit faire face à partir de 1904 à la concurrence de la FGSPF et de la Fédération cycliste et athlétique de France (FCAF) qui organisent leurs propres Championnats de France de football et celles de nombreuses fédérations régionales. L'affaire se complique encore en 1910 avec la création d'une Ligue de football association (LFA) par Jules Rimet qui organise aussi son propre championnat. L'organisation du Trophée de France en 1907 par le CFI l'oblige à adhérer au dit-comité en 1913 pour préserver l'affiliation de ses associations attachées au football. La Fédération française de football est créée le 7 avril 1919 avec Jules Rimet à la présidence et Henri Delaunay au secrétariat général.

### Natation

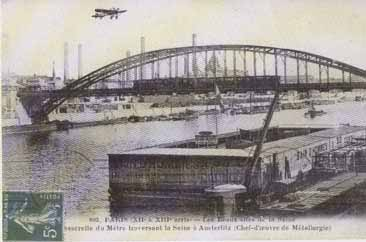
Carte postale représentant les bains flottants du port d'Austerlitz vers 1910, structure analogue à la piscine Deligny.

La natation est une pratique déjà ancienne à Paris mais ce n'est qu'à partir de 1899 que l'USFSA prend en charge les championnats de France de natation en plein air. Les épreuves courtes sont le plus souvent organisés aux bains Deligny — une piscine flottante amarrée au quai Anatole-France qui coule en 1993 — les épreuves longues étant disputées en mer, souvent à Dieppe et en Seine à Courbevoie.
| Édition | Lieu            | Bassin                       |
| ------- | --------------- | ---------------------------- |
| 1899    | Paris           | Les bains Deligny            |
| 1900    | Paris           | Les bains Deligny            |
| 1901    | Paris           | Les bains Deligny            |
| 1902    | Paris           | Les bains Deligny            |
| 1903    | Paris           | Les bains Deligny            |
| 1904    | Ablon-sur-Seine |                              |
| 1905    | Paris           | Les bains Deligny            |
| 1906    | Paris           | Les bains Deligny            |
| 1907    | Choisy-le-Roi   |                              |
| 1908    |                 |                              |
| 1909    | Amiens          |                              |
| 1910    | Lyon            | Piscine Delange              |
| 1911    | Paris           | Piscine Ledru-Rollin         |
| 1912    |                 |                              |
| 1913    |                 |                              |
| 1914    | non disputé     |                              |
| 1915    | Paris           | Les bains Deligny            |
| 1916    | Paris           | Les bains Deligny            |
| 1917    | Paris           | Les bains Deligny            |
| 1918    | Paris           | Les bains Deligny            |
| 1919    | Tourcoing       |                              |
| 1920    | Paris           | La Villette Bassin Niclausse |

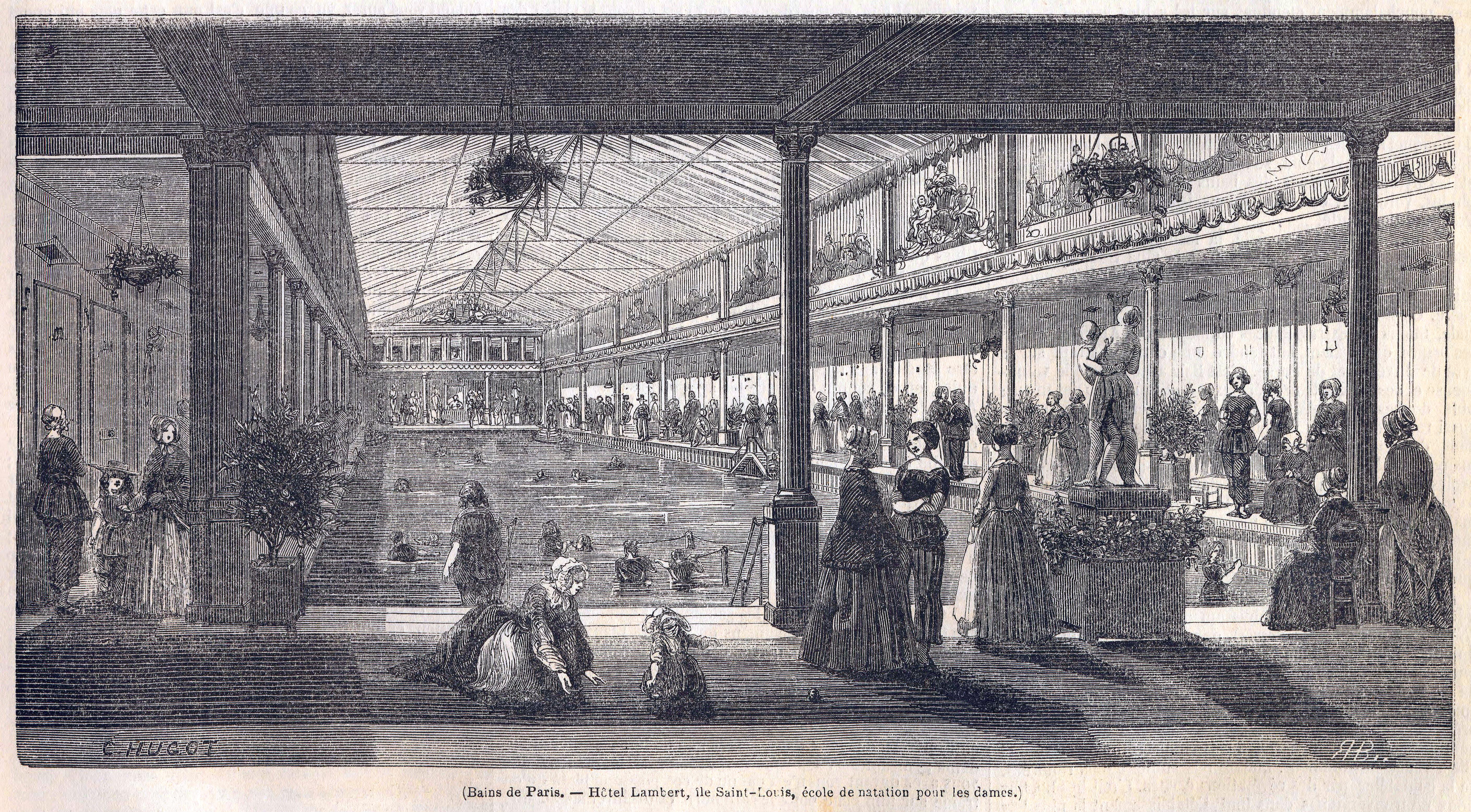
La natation parisienne vers 1848.

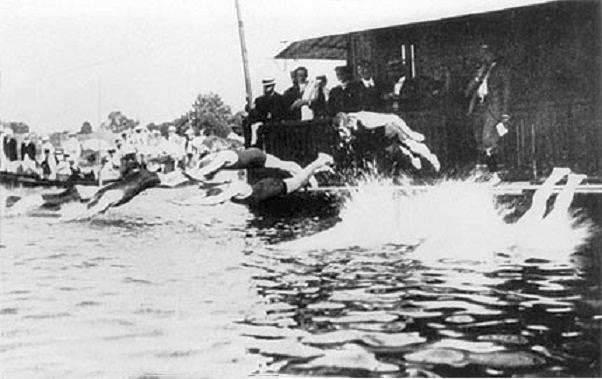
Épreuve de natation des Jeux olympiques de Paris en 1900.

Lors des jeux de Londres en 1908, l'USFSA contribue à la création de la Fédération internationale de natation amateur (FINA). La Fédération française de natation et de sauvetage est créée en 1920 avec Jean de Castellane, figure politique et élu parisien, à la présidence.

### Hockey sur gazon
À partir de 1899, l'USFSA organise aussi les championnats de France de hockey sur gazon dont le titre n'échappe aux clubs parisiens qu'en 1907. 
| 1899                                                                  | Racing Club de France             |
| 1900                                                                  | CA Internationale Paris           |
| 1901                                                                  | CA Internationale Paris           |
| 1902                                                                  | Hockey club de Paris              |
| 1903                                                                  | Racing Club de France             |
| 1904                                                                  | CA Internationale Paris           |
| 1905                                                                  | Stade français                    |
| 1906                                                                  | CA Internationale Paris           |
| 1907                                                                  | Brittany hockey club Saint-Servan |
| 1908                                                                  | CA Internationale Paris           |
| 1909                                                                  | Racing Club de France             |
| 1910                                                                  | Stade français                    |
| 1911                                                                  | Stade français                    |
| 1912                                                                  | Stade français                    |
| 1913                                                                  | Stade français                    |
| 1914                                                                  | Stade français                    |
| Championnats USFSA interrompus pour cause de Première Guerre mondiale |                                   |
| 1920                                                                  | Stade français                    |

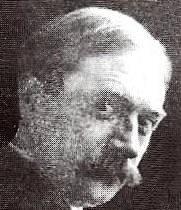
Marc Bellin du Côteau, président de la Fédération française de hockey et de la Fédération internationale de hockey sur gazon.

Les premiers présidents de la Fédération française de hockey (FFH) qui voit le jour en 1920 sont d'anciens champions d'athlétisme : Paul Leautey (1920-1926 ), Frantz Reichel (1926-1932 ) et le Dr Marc Bellin du Côteau (1932-1938 ) qui assument également chacun à leur tour la présidence de la Fédération internationale de hockey sur gazon (FIH) depuis sa création en 1924 jusqu'en 1938.

### Autres disciplines
Outre le rallye paper, l'USFSA gère un certain nombre d'activités qui n'ont pas donné lieu depuis à l'apparition de fédérations sportives. Ainsi, pour exemple, elle organise les tournois de croquet, de cricket et de tir à la corde lors des Jeux olympiques de 1900.
Elle organise également le baseball. Le basket-ball qui y apparaît peu avant la Grande Guerre comme section de l'athlétisme reste ensuite, de 1920 à 1932, une commission de la FFA qui prend un temps le titre de Fédération française d'athlétisme et de basket-ball.
Pour information, les premières compétitions de volley-ball apparaissent en France dès 1929 dans le cadre du sport travailliste et les premières équipes féminines se forment deux ans plus tard. La fédération de volley-ball (FFVB) n’apparaît cependant qu'en février 1936 et celle de handball (FFHB) en septembre 1941, le jeu à 11 étant alors prépondérant.

## Le dogme de l'amateurisme
Conformément au message de Thomas Arnold qui en fait la condition même des potentialités éducatives du sport, la défense de l'amateurisme pur et dur est au cœur de la problématique de l'USFSA. Le dénigrement du « professionnalisme à l'anglo-saxonne » n'est pas sans fondements : liées (et même justifiées) à la pratique des paris qui brassent d'énormes sommes, les courses et la boxe sont profondément corrompues par divers « trucages » qui leur dénient tout intérêt moralisant ou éducatif. Dès 1881 cet argument se trouve conforté par les lois Jules Ferry qui instaurent une école laïque, gratuite et obligatoire : si le sport veut y tenir sa place il lui importe de se tenir à l'écart des questions d'argent. Dès le milieu des années 1880 Georges de Saint-Clair et Ernest Demay lancent une campagne nationale de « purification » de l'athlétisme où les courses à pied calquées sur les épreuves hippiques sont déjà dotées de prix en espèces depuis le milieu du XIXe siècle. Leur action est couronnée de succès et ils finissent également par obtenir l'interdiction des paris sur les courses athlétiques. L'USFSA prône alors la pratique pour la seule gloire de la performance et le bien du corps et rejette toute forme de professionnalisme dans le sport, instaurant un amateurisme très restrictif qu'elle définit ainsi dans ses statuts : « Est amateur toute personne qui n'a jamais pris part à une course en  espèces ou pour de l’argent provenant des admissions sur le terrain ou avec des professionnels pour un prix ou pour de l'argent provenant d’une souscription publique ou qui n'a jamais été à aucune période de sa vie, professeur ou moniteur salarié d’exercices  physiques ou qui ne se livre à aucune profession ouvrière ». Plutôt que renoncer à ces principes, elle préfère laisser sa place à la FIFA en 1907 à son concurrent le plus direct, le CFI de Charles Simon, pour y représenter la France.

## Présidents

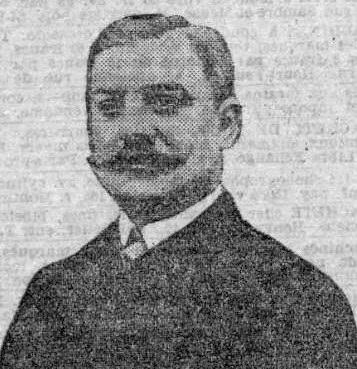
Léon Duvignau de Lanneau, président de l'USFSA en décembre 1904.

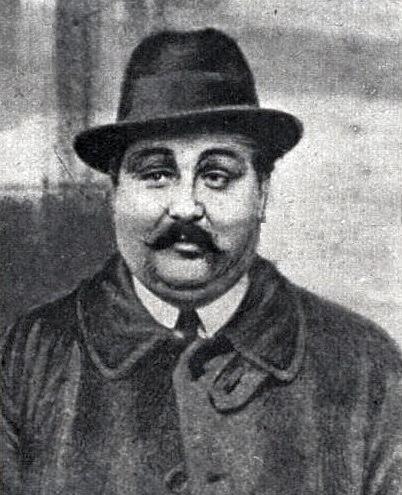
Gaston Vidal, Président de l'USFSA en décembre 1920.

- Georges de Saint-Clair (1889-1890) ;
- Michel Gondinet (1891-1892 - 1894) ;
- Adolphe de Pallisseaux (1893) ;
- Vicomte Léon de Janzé (1895-1898) ;
- Paul Escudier (1898-1903) ;
- Léon Duvignau de Lanneau (1904-1911)[58] ;
- Docteur Paire (1912) ;
- Commandant Joseph Lemercier (1913-1916) ;
- Perret (1917) ;
- E. Mamelle (1917-1919) ;
- Gaston Vidal (1919-1920 : USFSA puis 1920-1923 : UFFSA).